# Жозеф Баміна
Жозеф Баміна (1925 — 15 грудня 1965) — політичний діяч Бурунді, член партії Союз за національний прогрес (UPRONA).
Баміна очолював уряд країни з 26 січня до 30 вересня 1965 року, займав посаду голови Сенату країни 1965.